# جگوار ایکس‌جی۱۳

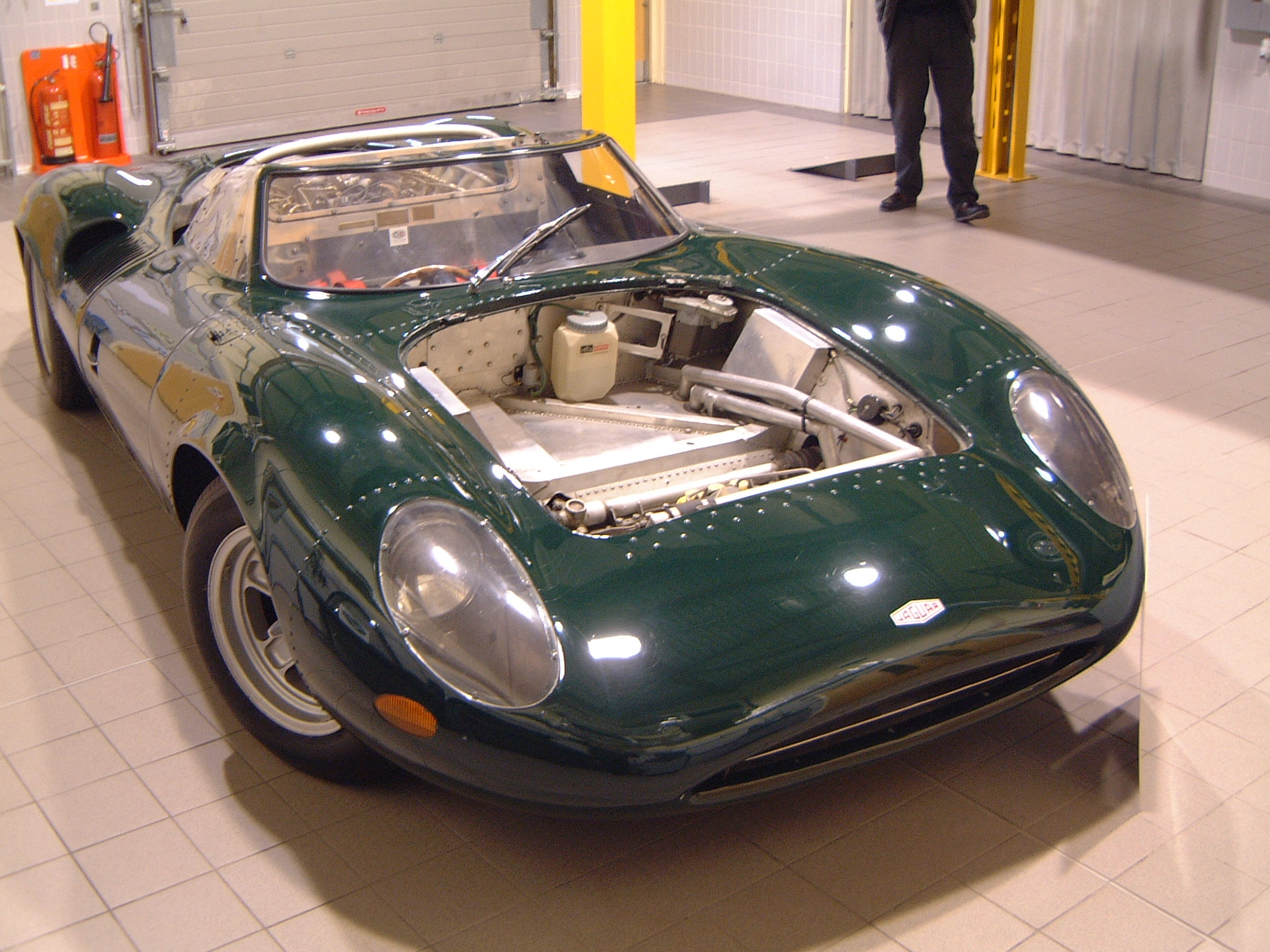

جگوار ایکس‌جی۱۳ (Jaguar XJ۱۳) خودرویی است که در سال‌های ۱۹۶۶ (۱ produced)تولید شده‌است.
این خودرو در کلاس اتومبیلرانی قرار گرفته، است. 

## نگارخانه

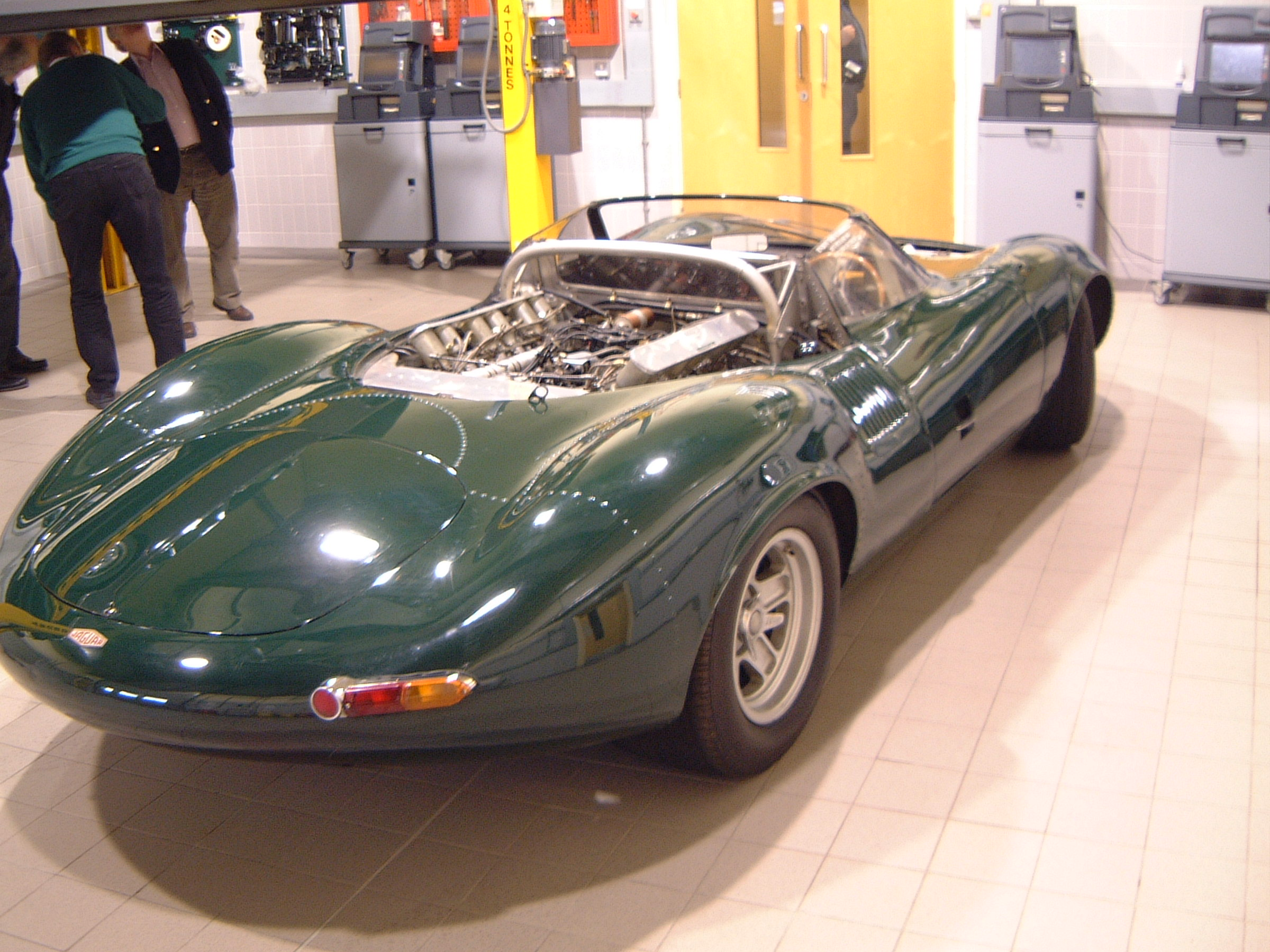
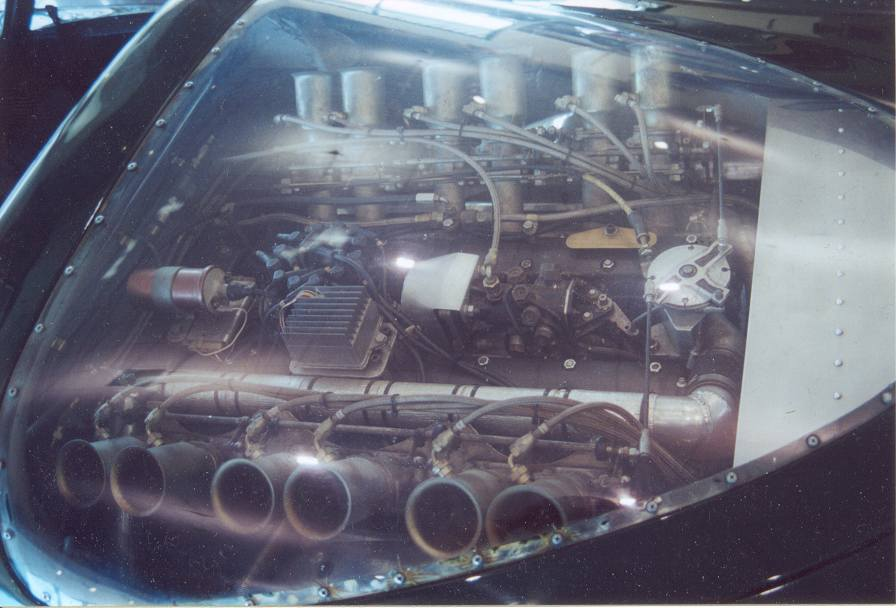
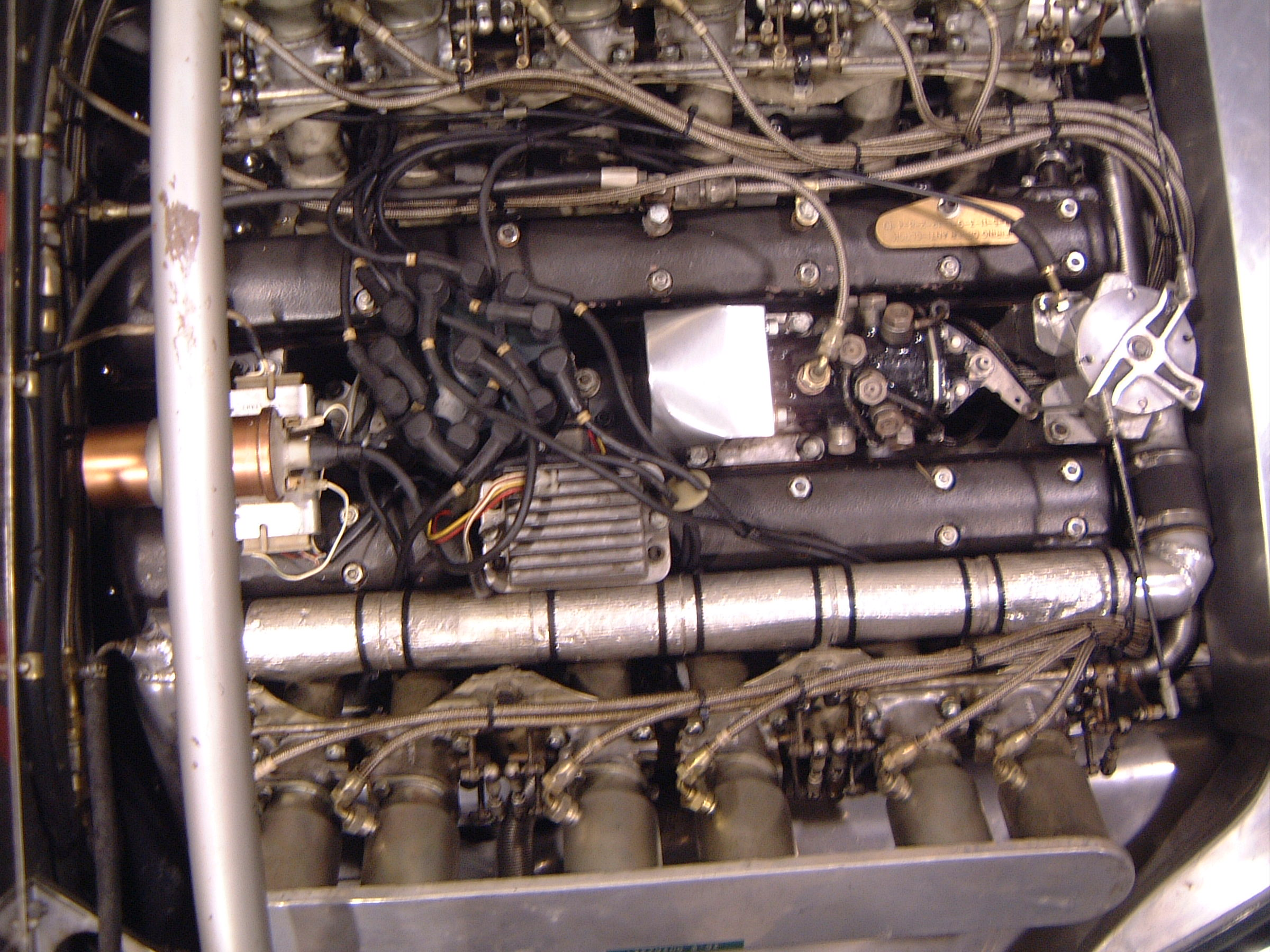
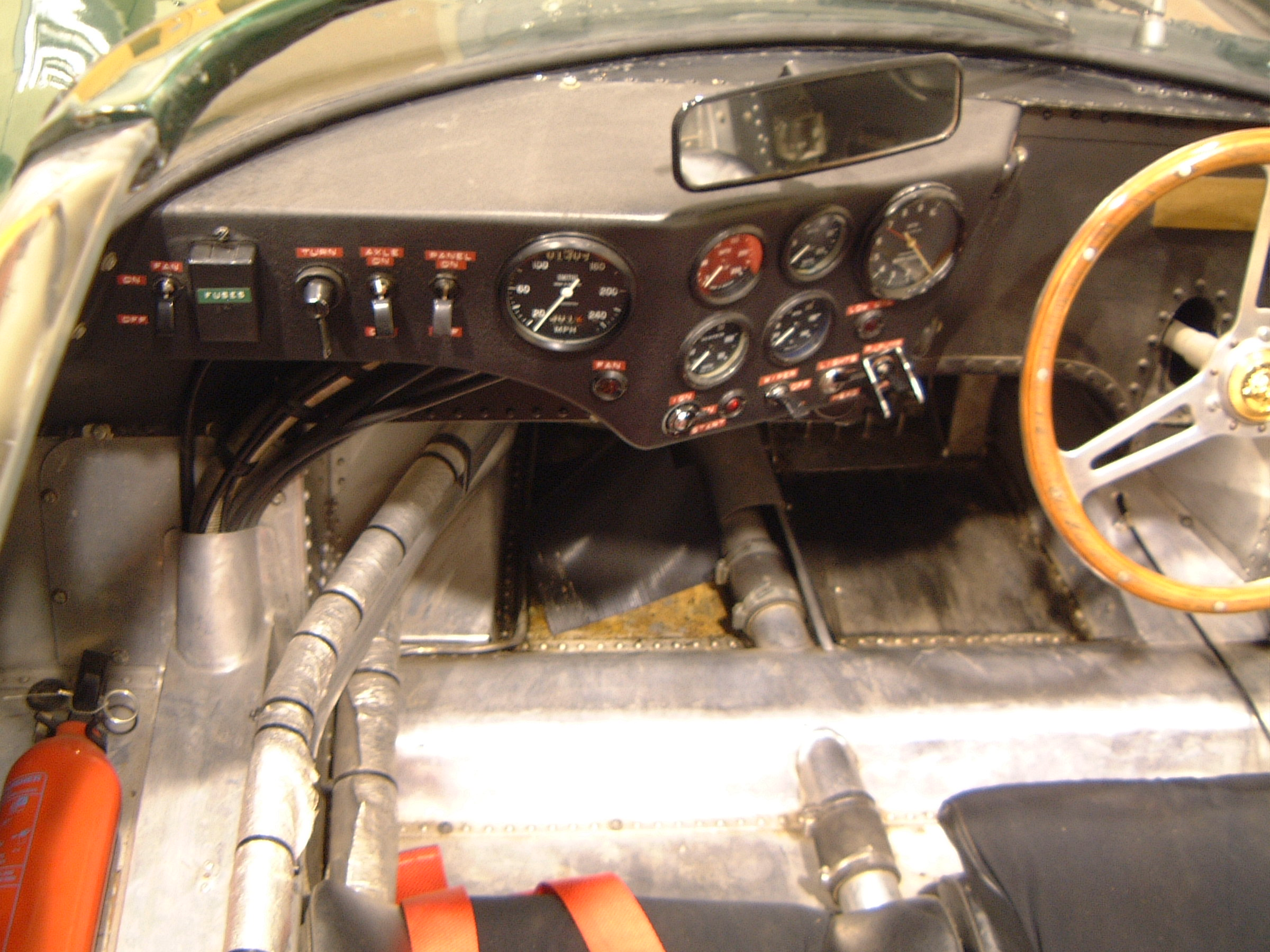